# Sommaing
 Sommaing là một xã ở tỉnh Nord ở miền bắc nước Pháp. Xã này có diện tích 3,6 kilômét vuông, dân số năm 1999 là 340 người. Xã nằm ở khu vực có độ cao trung bình 50 mét trên mực nước biển.